# Prolećni grašak
Prolećni grašak, šumski grašak, grašac ili proletni graor (лат. Lathyrus vernus) vrsta je zeljaste biljke iz porodice Fabaceae. Naučni naziv roda Lathyrus potiče od  potiče od grčkih reči „la” (vrlo) i „thyrios” (žestoko) zbog upotrebe vrsta L. sativus i L. cicera kao afrodizijaka. Odrednica vrste vernus znači prolećni. 

## Opis
Rizom šumskog graška je kratak, debeo i razgranat. Izdanci mogu biti goli ili vrlo retko pomalo obrasli dlakama. Stablo je jednostavno, uspravno, izbrazdano, dugo 20-30 cm. Listovi su većinom od 2-4 para listića. Jajastog su oblika, često dugo ušiljeni, dugi 3-7 cm sa savijenim, mrežasto povezanim nervima. Zalisci su polukopljastog oblika, sa malim lancetastim ušicama.
Cveta u periodu maj-jun. Cvast je grozdastog tipa, pojedinačna, sastavljena od 3-5 cvetova. Cvetovi su stojeći ili viseći, na dršci dugačkoj 1-3 mm. Čašica je zvonasta, većinom mrke boje ili ljubičasto prevučena sa lancetastim donjim zupcima dok su gornji zupci kraći i trouglasti. Krunični listići su crvenoljubičasti (krilca plavoljubičasta), posle precvetavanja postaju plavi do zelenoplavi. Zastavica je znatno duža od čunića i često je nabrana.
Plod šumskog graška je prava, odstojeća mahuna, duga 4-6 cm i široka 5-6. Gola je i sjajna, poseduje slabo izražene mrežaste nerve. U mahuni se nalazi 8-14 okruglasto do sočivastih, sjajnih, žutomrkih semena.

## Rasprostranjenje i stanište
Šumski grašak je rasprostranjen svuda u Evropi osim na Islandu, u sjevernoj Aziji (Sibir), Kavkazu i Maloj Aziji. U Srbiji je rasprostranjen.
Voli kamenita mesta i plića zemljišta, naročito krečnjačku podlogu. Raste u senci ili polusenci.  Vrsta je najviše zastupljena u bukovoj, hrastovo-grabovoj i mešovitoj šumi. Najčešće se nalazi po šumskim rubovima.